# Mezel
Mezel korábbi község (település) Franciaországban, Puy-de-Dôme megyében. 2019. január 1-jén Dallet községgel egyesült és Mur-sur-Allier új község része lett.
Lakosainak száma 1918 fő (2018. január 1.). Mezel Chauriat, Cournon-d’Auvergne, Dallet, Pérignat-sur-Allier, Saint-Bonnet-lès-Allier és Vertaizon községekkel határos.

## Népesség
A település népességének változása:
| Lakosok száma | 1910 | 1916 | 1988 | 1922 | 1918 |
|               | 2013 | 2015 | 2016 | 2017 | 2018 |